# Riedelia montana
Riedelia montana är en enhjärtbladig växtart som beskrevs av Theodoric Valeton. Riedelia montana ingår i släktet Riedelia och familjen Zingiberaceae. Inga underarter finns listade i Catalogue of Life.